# Ільїнка (Міждуріченський міський округ)
Ільї́нка (рос. Ильинка) — селище у складі Міждуріченського міського округу Кемеровської області, Росія.

## Населення
Населення — 45 осіб (2010; 41 у 2002).
Національний склад (станом на 2002 рік):
- шорці — 100 %